# 617-й ночной бомбардировочный авиационный полк
617-й ночной бомбардировочный авиационный полк — авиационная воинская часть ВВС РККА штурмовой авиации в Великой Отечественной войне.

## Наименование полка
В различные годы своего существования полк имел наименования:
- 617-й ночной бомбардировочный авиационный полк[1];
- 617-й штурмовой авиационный полк (05.09.1942)[1];
- 167-й гвардейский штурмовой авиационный полк[1];
- 167-й гвардейский штурмовой авиационный Староконстантиновский полк[1];
- 167-й гвардейский штурмовой авиационный Староконстантиновский ордена Суворова полк[1];
- 167-й гвардейский истребительный авиационный Староконстантиновский ордена Суворова полк[1];
- 167-й гвардейский истребительный авиационный Староконстантиновский ордена Суворова полк ПВО[1];
- Войсковая часть (Полевая почта) 15570[2][1].

## История и боевой путь полка
Полк сформирован 9 ноября 1941 года как 617-й ночной бомбардировочный на базе 1-го Чкаловского военного авиационного училища летчиков им. К. Е. Ворошилова на самолётах Р-5. После формирования полк составом 20 экипажей прибыл на Калининский фронт в состав ВВС Калининского фронта 20 декабря 1941 года и с 18 января 1942 года приступил к выполнению боевых заданий командования по уничтожению немецких войск.
С 21 января до 16 мая 1942 года полк в составе ВВС 22-й армии Калининского фронта. За период боевых действий полка с 18 января по 12 апреля 1942 года полк выполнил 672 боевых вылетов ночью с общим налетом 937 часов 19 минут. На уничтожение немецких войск и военных объектов противника сброшено авиабомб разных калибров 3528 штук или 170 тонн. Расстреляно патронов 14 000 штук. Сброшено листовок на немецком языке 2 млн экземпляров. В результате успешного выполнения боевых заданий командования полком уничтожено: автомашин и танков — 50, артиллерийских батарей — 3, самолётов на земле — 31 (на аэродроме Ржев, Селы — 15, с. Дугино −16), склад с горючим — 1, домов с солдатами и офицерами — 150, уничтожено до 8 батальонов живой силы противника. Своим войскам, находящимся в окружении сброшено 300 тонн груза и ещё 50 тонн доставлено конному корпусу Тимофеева. Свои потери составили 5 человек (боевые — 4) и 9 самолётов (боевые — 4).
С 16 мая 1942 года полк в составе 3-й воздушной армии Калининского фронта продолжает выполнение боевых заданий командования по ночной бомбардировке войск и техники противника на Калининском фронте. 28 июня полк перебазировался с аэродрома Филистово на аэродром Мигалово. 29 июня приказом № 046 командующего 3-й воздушной армии полк передал все имущество 887-му транспортному полку. 2 июля штурманы и воздушные стрелки отправлены на пополнение 128-го авиаполка и 3-й отдельной разведывательной эскадрильи. Руководящий, летный и технический состав 4 июля 1942 года убыли в распоряжение командира 1-й запасной авиационной бригады ВВС Приволжского военного округа в Куйбышев.
В составе действующей армии полк находился с 21 января по 2 июля 1942 года.
16 июля 1942 года полк прибыл в 5-й запасной авиационный полк 1-й запасной авиационной бригады ВВС Приволжского военного округа в Кинель-Черкассы и с 19 июля приступил к теоретической подготовке на самолёте Ил-2. Полк переформирован в штурмовой. С 28 июля приступил к практической подготовке и полетам на Ил-2 на аэродроме Муханово. С 12 августа полк продолжает обучение на аэродроме Кряж. Закончив переучивание, полк 5 сентября 1942 года прибыл на фронтовой аэродром Ленинск.

## Командиры полка
- майор	Гопанюк (Гапанюк) Григорий Иванович[3], 09.11.1941 — 27.09.1942

## В составе соединений и объединений
| Дата          | Фронт (округ)             | Армия                            | Дивизия                                                                   | Примечания |
| ------------- | ------------------------- | -------------------------------- | ------------------------------------------------------------------------- | ---------- |
| 09.11.1941 г. | Приволжский военный округ | ВВС Приволжского военного округа | 1-е Чкаловское военное авиационное училище лётчиков имени К.Е. Ворошилова |            |
| 20.12.1941 г. | Калининский фронт         | ВВС Калининского фронта          |                                                                           |            |
| 21.01.1942 г. | Калининский фронт         | ВВС Калининского фронта          | ВВС 22-й армии                                                            |            |
| 16.05.1942 г. | Калининский фронт         | 3-я воздушная армия              | 211-я смешанная авиационная дивизия                                       |            |
| 14.06.1942 г. | Калининский фронт         | 3-я воздушная армия              |                                                                           |            |
| 04.07.1942 г. | Приволжский военный округ | ВВС Приволжского военного округа | 1-я запасная авиационная бригада                                          |            |
| 16.07.1942 г. | Приволжский военный округ | ВВС Приволжского военного округа | 1-я запасная авиационная бригада 5-й запасной авиационный полк            |            |

## Участие в операциях и битвах
- Битва за Москву — с 18 января по 20 апреля 1942 года.
- Ржевская битва — с 18 января по 2 июля 1942 года.

## Совершившие огненный таран
Совершившие огненный таран экипажи полка:
- экипаж в составе: командир звена 617-го ночного бомбардировочного авиационного полка старший лейтенант Шинкоренко Павел Яковлевич	и стрелок-бомбардир	617-го ночного бомбардировочного авиационного полка лейтенант Стрижов Григорий Константинович 30 апреля 1942 года. Не награждались.

## Память
- В школе № 478 города Москвы в районе Текстильщики создан Музей «Боевой путь 10-й гвардейской штурмовой авиационной Воронежско-Киевской Краснознамённой дивизии и боевой славы».